# Cantó de Savigny-sur-Braye
El cantó de Savigny-sur-Braye és un cantó francès del departament de Loir i Cher, situat al districte de Vendôme. Té 8 municipis i el cap és Savigny-sur-Braye.

## Municipis
- Bonneveau
- Cellé
- Épuisay
- Fontaine-les-Coteaux
- Fortan
- Lunay
- Savigny-sur-Braye
- Sougé

## Història
| Data d'elecció                           | Identitat        | Partit                    | Qualitat |
| ---------------------------------------- | ---------------- | ------------------------- | -------- |
| 1945-19..                                | M. Petit         | SFIO                      |          |
| 19..-19..                                | M. de Chauvigny  | Divers droite             |          |
| 19..-1973                                | M. Jullien       | Divers gauche             |          |
| 1973-1985                                | M. Dubois        | PS                        |          |
| 1985-2004                                | Michel Dupiot    | UDF, després UMP          |          |
| 2004-                                    | Bernard Bonhomme | Divers droite, després NC |          |
| les dades anteriors no són pas conegudes |                  |                           |          |
|                                          |                  |                           |          |

## Demografia
| A partir de 1990: Població sense dobles comptes |